# Marianna Tricarico
Marianna Tricarico (Foggia, 12 ottobre 1983) è un'ex schermitrice italiana, specializzata nella sciabola.

## Biografia
Ai campionati europei di scherma ha conquistato una medaglia di bronzo nella gara di sciabola a squadre a Copenaghen nel 2004.

## Palmarès

### Risultati élite
In carriera ha ottenuto i seguenti risultati:
Mondiali militari
Individuale
A squadre
- Argento nella sciabola a Grosseto 2005

Europei
Individuale
A squadre
- Bronzo nella sciabola a Copenaghen 2004

### Risultati giovani
Mondiali giovani
Individuale
A squadre
- Argento nella sciabola a Trapani 2003

Mondiali cadetti
Individuale
- Oro nella sciabola a Keszthely 1999

Europei giovani
Individuale
- Bronzo nella sciabola a Porto 1999

A squadre
- Oro nella sciabola a Porto 1999
- Bronzo nella sciabola a Conegliano 2002